# گلیداغ
گلیداغ، مرکز بخش گلی‌داغ و شهری از توابع شهرستان مراوه تپه در استان گلستان ایران است.

## جمعیت
این شهر در بخش گلی‌داغ قرار دارد و براساس سرشماری مرکز آمار ایران در سال ۱۳۹۵، جمعیت آن ۲٬۰۱۹ نفر بوده است.

## زلزله گلیداغ
در هشتم مرداد ماه سال ۱۳۴۹ زمین‌لرزه‌ای به بزرگی ۶٫۴ در مقیاس امواج درونی زمین (ریشتر)، بخش‌هایی از شهرهای گرگان و گنبد کاووس و روستاهای اطراف آنها از جمله روستای گلیداغ و قرناوه از شهرستان مراوه تپه (واقع در استان گلستان فعلی) را به لرزه درآورد. بر اثر این زلزله، ۱۷۶ تن کشته، ۴۸۳ نفر مجروح و ده هزار نفر بی‌خانمان شدند.

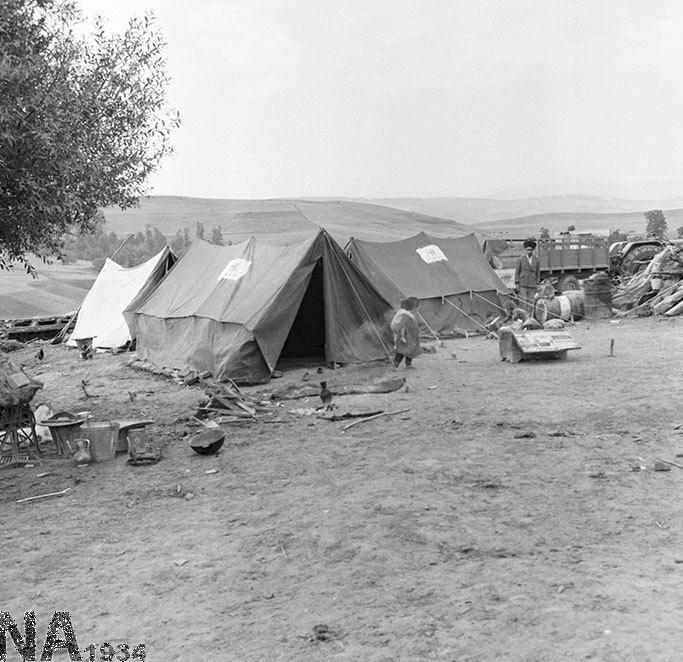
زلزله گلیداغ

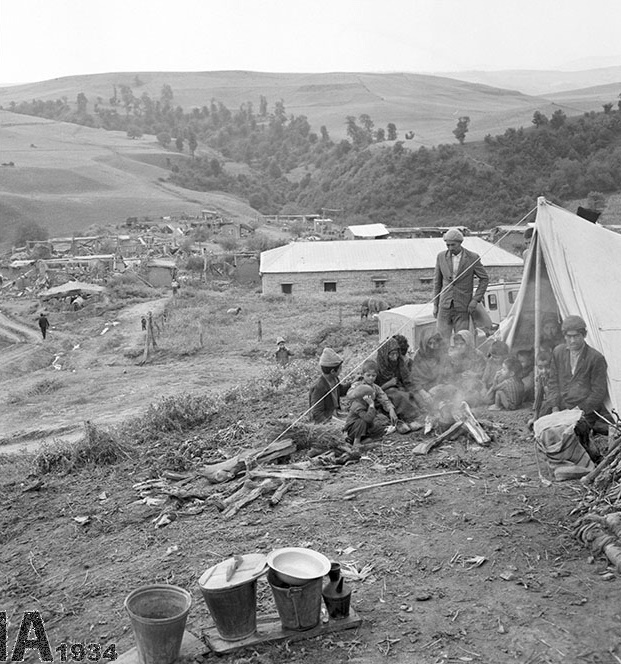
زلزله گلیداغ

## دیدنیهای گلیداغ
گلیداغ به علت وجود کوه‌ها و سرسبزی مناطق جنگلی و علفزارهای آن زیباییهای زیادی دارد.

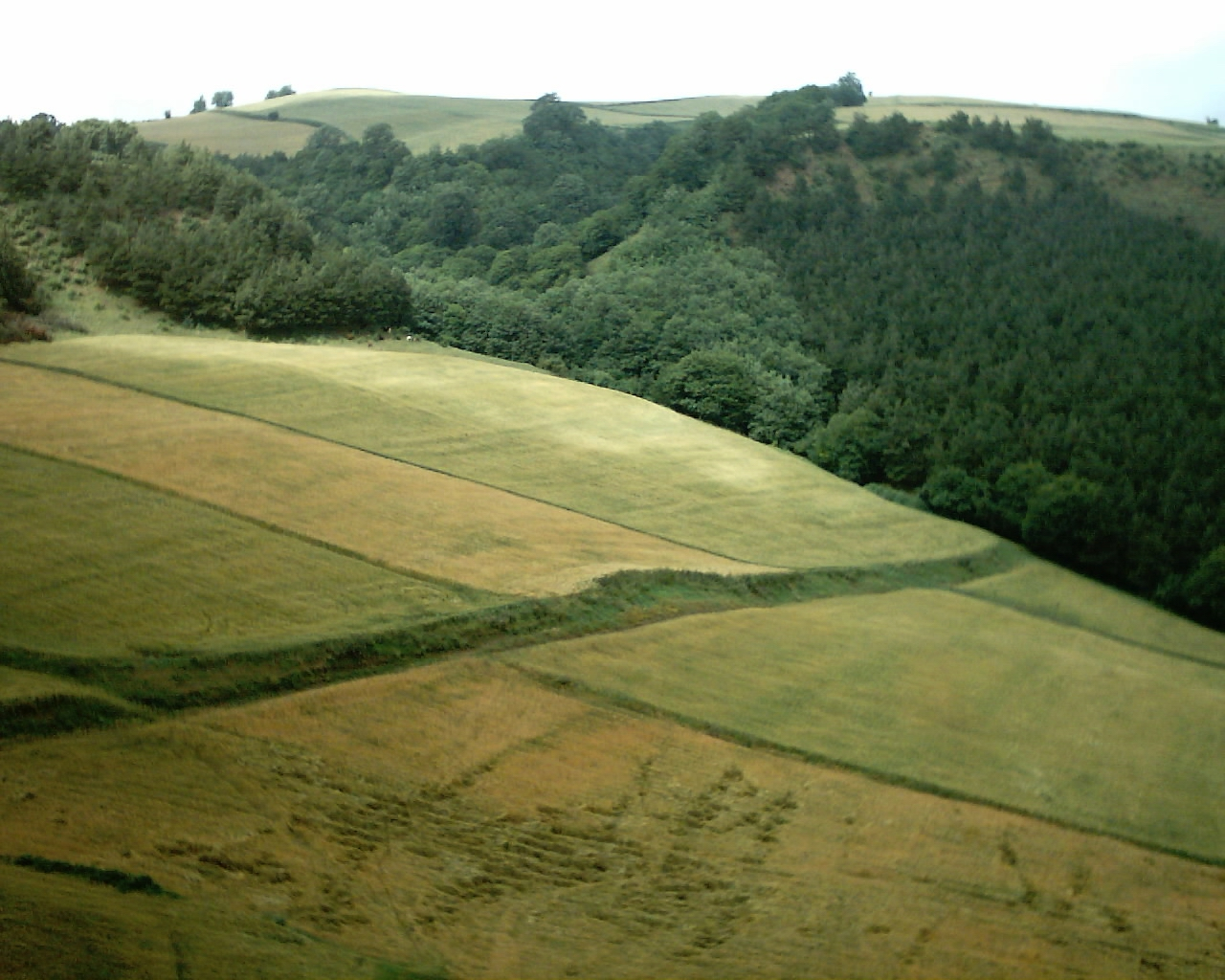
طبیعت گلیداغ

## تاریخچه گلیداغ

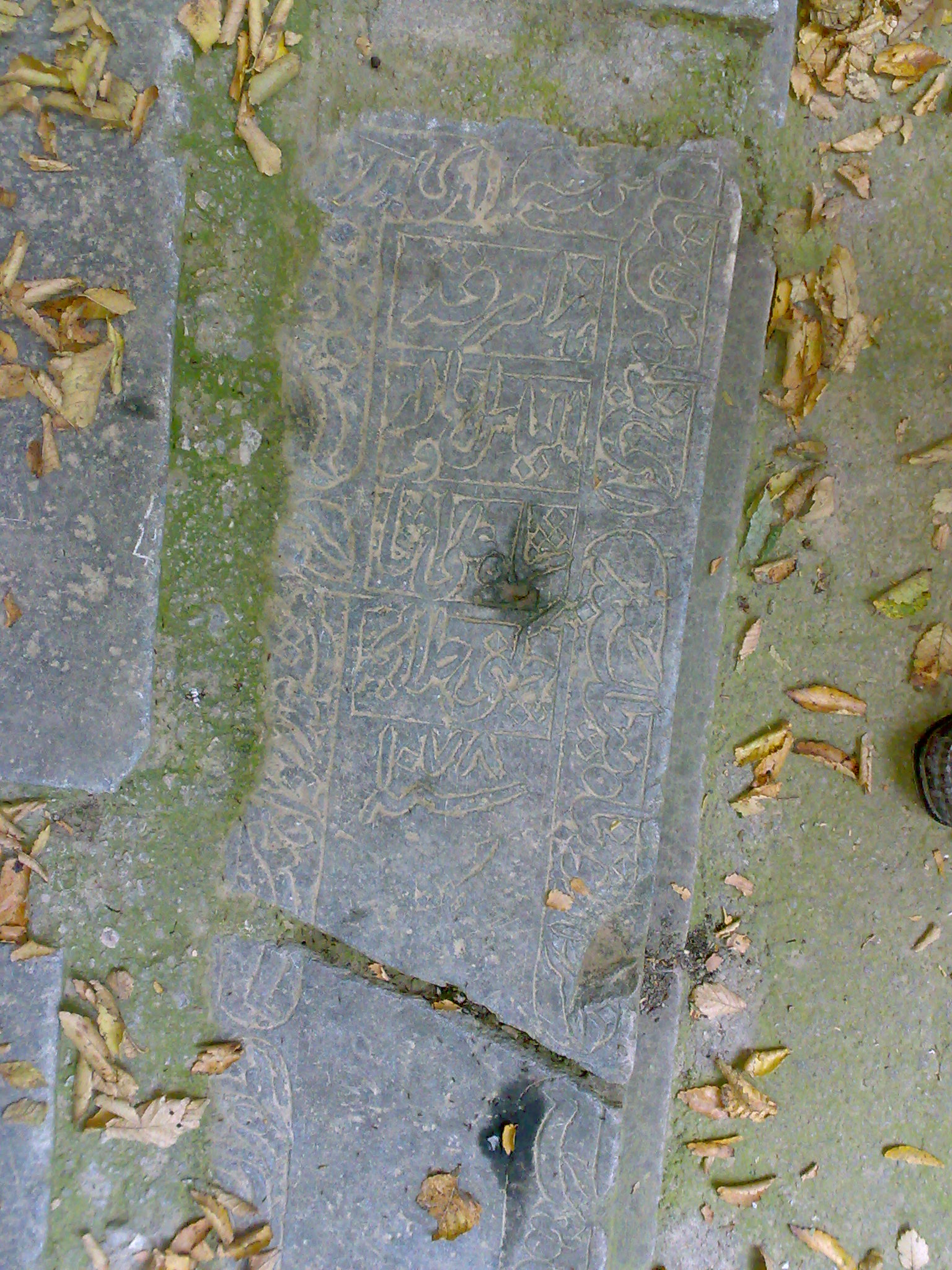
سنگ قبر امام جعفر گلیداغ

گلیداغ از دیر باز محل زندگی اقوام و ایلات متعدد ترکمن بوده است .
آثار بجا مانده در اقصی نقاط این شهر گویای قدمت زیاد این منطقه را دارد.
یکی از نقاط قدیمی با سنگ قبرهای فراوان قبرستان امام جعفر در نزدیکی روستای عرب لاله گون می باشد.قدمت این سنگ قبر ها حدود سالهای 1000 هجری قمری می باشد.
گلیداغ با آمدن مهاجران داغستان رونق و رشد سریع و بسیاری یافت.عبدالقادر آخوند داغستانی به همراه برادرش ابراهیم آخوند داغستانی و عبدالوهاب آخوند داغستانی  و همچنین مساعدت [[آنه محمد قاری]]  با تاسیس حوزه های علمیه و دارالقرآن در منطقه کمک شایانی به رشد دینی منطقه نمودند.

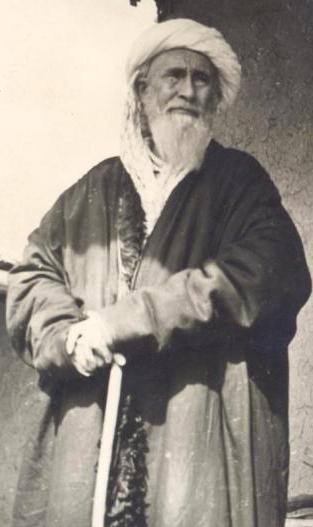
آنه محمد قاری

عبدالقادر آخوند داغستانی